# امیرحسین سالمی
امیرحسین سالمی (زاده بهمن ماه ۱۳۶۹-خمینی شهر . اصفهان)  بازیکن هندبال تیم ملی ، باشگاه فولاد مبارکه سپاهان اصفهان و اهل ایران است.

افتخارات :
از افتخارات وی میتوان قهرمانی در مسابقات هندبال ساحلی قهرمانی آسیا ۲۰۲۲ ( برای نخستین بار در تاریخ هندبال ایران و کسب عنوان امتیاز آورترین بازیکن در این مسابقات ) همچنین کسب مقام سومی مسابقات هندبال ساحلی قهرمانی آسیا ۲۰۱۷ تایلند و ۲۰۱۹ چین همراه با تیم ملی جمهوری اسلامی ایران را نام برد.